# Copa espanyola d'hoquei sobre patins femenina
|  | Aquest article tracta sobre la competició femenina. Si cerqueu la competició masculina, vegeu «Copa espanyola d'hoquei sobre patins masculina». |

La Copa espanyola d'hoquei patins femenina, anomenada Copa de la Reina Iberdrola per motius de patrocini, és una competició esportiva d'hoquei sobre patins per a clubs femenins de l'Estat espanyol, creada la temporada 2005-06 i organitzada per la Reial Federació Espanyola de Patinatge. Hi participen els vuits millors equips classificats de la primera volta de l'OK Lliga, on els quatre primers són caps de sèrie. Disputen una fase final en una seu neutral en format d'eliminació directa amb quarts de final, semifinal i final. L'equip guanyador és declarat campió de la competició i té dret a participar en la Supercopa d'Espanya de la temporada següent.
La competició està dominada pels equips catalans, destacant el domini del Club Patí Voltregà (2006, 2007, 2008, 2011, 2014, 2017) amb sis títols, seguit del Club Patín Gijón Solimar (2012, 2013, 2016, 2019, 2023) amb cinc. El Club Patí Manlleu amb tres (2015, 2021, 2022), el Club Patí Vilanova amb dos (2009, 2018) i el Cerdanyola Club Hoquei (2010), l'Hoquei Club Palau de Plegamans (2024) i el Club Patí Vila-sana (2025) amb un títol cadascun, són la resta d'equips que han guanyat la competició.

## Equips participants
La XIX Copa de la Reina es disputà del 18 al 21 d'abril de 2024 al Pavelló Poliesportiu de Patinatge de Vilafranca del Penedès. Hi participaren vuit clubs, amb gran presència d'equips catalans:
- HC Corunya
- CP Esneca Fraga
- Martinelia CP Manlleu
- Lidergrip CH Mataró
- Generali HC Palau de Plegamans
- Telecable HC
- CP Vila-sana Coop d'Ivars
- CP Voltregà Movento Stern

## Historial
| En negreta = Equip guanyador (1) = Nombre de campionats (prò.) = Gol d'or a la pròrroga (p.) = Gol de penalti Nota. Noms dels equips segons l'època |

| Edició | Temp.   | Data                                                       | Guanyador                                                  | Resultat                                                   | Finalista                                                  | Seu                                                        | refs        |
| ------ | ------- | ---------------------------------------------------------- | ---------------------------------------------------------- | ---------------------------------------------------------- | ---------------------------------------------------------- | ---------------------------------------------------------- | ----------- |
| I      | 2005-06 | 26-03-2006                                                 | CP Voltregà (1)                                            | 4-1                                                        | CE Arenys de Munt                                          | Poliesportiu El Plantío, Burgos                            | [ 3 ]       |
| II     | 2006-07 | 25-03-2007                                                 | CP Voltregà (2)                                            | 6-1                                                        | Biesca Gijón HC                                            | Pavelló d'Arrotxapea, Pamplona                             | [ 3 ]       |
| III    | 2007-08 | 28-02-2008                                                 | CP Voltregà (3)                                            | 2-0                                                        | Biesca Gijón HC                                            | Pavelló de l'Ateneu, Sant Sadurní d'Anoia                  | [ 3 ]       |
| IV     | 2008-09 | 08-03-2009                                                 | CP Vilanova (1)                                            | 10-1                                                       | CP Alcorcón Cat's Best                                     | Pavelló Visiola Rollán, Mieres                             | [ 4 ]       |
| V      | 2009-10 | 21-02-2010                                                 | Cerdanyola CH (1)                                          | 5-4                                                        | CP Voltregà                                                | Pavelló de les Casernes, Vilanova i la Geltrú              |             |
| VI     | 2010-11 | 13-02-2011                                                 | CP Voltregà (4)                                            | 4-3                                                        | CE Arenys de Munt                                          | Pavelló d'Esports Mata-Jove, Gijón                         | [ 3 ] [ 5 ] |
| VII    | 2011-12 | 19-02-2012                                                 | Biesca Gijón HC (1)                                        | 3-2 (prò.)                                                 | CP Voltregà                                                | Palau d'Esports de Reus                                    | [ 6 ]       |
| VIII   | 2012-13 | 14-04-2013                                                 | Biesca Gijón HC (2)                                        | 3-2 (prò.)                                                 | CP Alcorcón Cat's Best                                     | Poliesportiu Municipal, Alcorcón                           |             |
| IX     | 2013-14 | 16-02-2014                                                 | CP Voltregà (5)                                            | 3-1                                                        | CP Manlleu                                                 | Pavelló Municipal d'Esports, Lloret de Mar                 | [ 3 ]       |
| X      | 2014-15 | 08-03-2015                                                 | CP Manlleu (1)                                             | 3-2                                                        | CP Voltregà                                                | Pavelló Municipal d'Esports, Lloret de Mar                 |             |
| XI     | 2015-16 | 10-04-2016                                                 | Hostelcur Gijón HC (3)                                     | 2-2 (3-2, p.)                                              | HC Palau de Plegamans                                      | Pavelló Municipal d'Esports, Lloret de Mar                 |             |
| XII    | 2016-17 | 12-03-2017                                                 | CP Voltregà (6)                                            | 3-2 (prò.)                                                 | Hostelcur Gijón HC                                         | Pavelló Municipal d'Esports, Lloret de Mar                 | [ 3 ]       |
| XIII   | 2017-18 | 04-02-2018                                                 | Calmar CP Vilanova (2)                                     | 2-1                                                        | Telecable HC                                               | Pavelló de les Casernes, Vilanova i la Geltrú              | [ 7 ]       |
| XIV    | 2018-19 | 24-02-2019                                                 | Telecable HC (4)                                           | 7-3                                                        | Cerdanyola CH                                              | Pavelló Olímpic Municipal de Reus                          | [ 8 ]       |
| XV     | 2019-20 | Edició cancel·lada pel risc públic de contagi del COVID-19 | Edició cancel·lada pel risc públic de contagi del COVID-19 | Edició cancel·lada pel risc públic de contagi del COVID-19 | Edició cancel·lada pel risc públic de contagi del COVID-19 | Edició cancel·lada pel risc públic de contagi del COVID-19 | [ 9 ]       |
| XVI    | 2020-21 | 13-06-2021                                                 | CP Manlleu (2)                                             | 5-2                                                        | Generali HC Palau                                          | Palau d'Esports de Riazor, La Corunya                      | [ 10 ]      |
| XVII   | 2021-22 | 08-05-2022                                                 | Martinelia Manlleu (3)                                     | 3-3 (3-1, p.)                                              | Generali HC Palau                                          | Pavelló Onze de Setembre, Lleida                           | [ 11 ]      |
| XVIII  | 2022-23 | 14-05-2023                                                 | Telecable HC (5)                                           | 3-1                                                        | Generali HC Palau                                          | Pavelló Joan Ortoll, Calafell                              |             |
| XIX    | 2023-24 | 21-04-2024                                                 | Generali HC Palau (1)                                      | 1-1 (3-2, p.)                                              | Telecable HC                                               | Pavelló de Patinatge, Vilafranca del Penedès               | [ 12 ]      |
| XX     | 2024-25 | 15-06-2025                                                 | CP Vila-sana (1)                                           | 5-0                                                        | Cerdanyola CH                                              | Pavelló Can Xarau, Cerdanyola del Vallès                   |             |

## Palmarès
| Equip                           | Campió | Subcampió | Total | Anys campió                        | Anys subcampió               |
| ------------------------------- | ------ | --------- | ----- | ---------------------------------- | ---------------------------- |
| Club Patí Voltregà              | 6      | 3         | 9     | 2006, 2007, 2008, 2011, 2014, 2017 | 2010, 2012, 2015             |
| Club Patín Gijón Solimar        | 5      | 5         | 10    | 2012, 2013, 2016, 2019, 2023       | 2007, 2008, 2017, 2018, 2024 |
| Club Patí Manlleu               | 3      | 1         | 4     | 2015, 2021, 2022                   | 2014                         |
| Club Patí Vilanova              | 2      | 0         | 2     | 2009, 2018                         | —                            |
| Hoquei Club Palau de Plegamans  | 1      | 4         | 5     | 2024                               | 2016, 2021, 2022, 2023       |
| Cerdanyola Club Hoquei          | 1      | 2         | 3     | 2010                               | 2019, 2025                   |
| Club Patí Vila-sana             | 1      | 0         | 0     | 2025                               | —                            |
| Centre d'Esports Arenys de Munt | 0      | 2         | 2     | —                                  | 2006, 2011                   |
| Club Patín Alcorcón             | 0      | 2         | 2     | —                                  | 2009, 2013                   |